# Fredrik Samuelsson
Fredrik Samuelsson, född 16 februari 1995, är en svensk friidrottare (tiokamp) tävlande för Hässelby SK. Han har vunnit SM-guld i tiokamp sju gånger (2015–2017 och 2019–2022) och sjukamp inomhus sju gånger (2016–2021 och 2023).

## Karriär
Samuelsson deltog 2013 vid junior-EM i Rieti, Italien och kom på 7:e plats med nytt personligt rekord, 7 542 poäng.
År 2015 deltog Samuelsson vid U23-EM i Tallinn där han tog sig till final och kom på en femteplats med nya personliga rekordet 7 884 poäng. 2016 deltog han vid EM i Amsterdam och kom där på en tiondeplats med säsongsbästat 7 875 poäng. Vid VM 2017 som hölls i London bröt han tiokampen efter tre grenar. Vid VM 2019 i Doha kom han på en femtondeplats.

## Personliga rekord

### Utomhus, tiokamp och dess grenar[21]
| Gren        | Resultat | Plats             | Datum           | Virtuell bästa serie |
| ----------- | -------- | ----------------- | --------------- | -------------------- |
| Tiokamp     | 8 172 p  | Götzis, Österrike | 28 maj 2017     | 8 636 poäng          |
| 100 meter   | 10,81    | Götzis, Österrike | 27 maj 2017     | 903 p                |
| Längdhopp   | 7,81     | Tallinn, Estland  | 11 juli 2015    | 1012 p               |
| Kula        | 14,93    | Falun, Sverige    | 17 augusti 2019 | 785 p                |
| Höjdhopp    | 2,08     | Berlin, Tyskland  | 7 augusti 2018  | 878 p                |
| 400 meter   | 48,99    | Bydgoszcz, Polen  | 15 juli 2017    | 862 p                |
| 110 m häck  | 14,10    | Götzis, Österrike | 28 maj 2017     | 962 p                |
| Diskus      | 46,01    | Göteborg, Sverige | 18 april 2021   | 788 p                |
| Stavhopp    | 5,00     | Götzis, Österrike | 28 maj 2017     | 911 p                |
| Spjut       | 65,00    | Götzis, Österrike | 30 maj 2021     | 814 p                |
| 1 500 meter | 4.33,99  | Götzis, Österrike | 26 maj 2018     | 721 p                |

### Övriga rekord
| Utomhus - 200 meter – 22,12 (Göteborg 2 juli 2017) - 1000 meter – 2:52,41 (Huddinge 15 september 2012) - 400 meter häck – 53,96 (Borås 5 juli 2014) - Tresteg – 14,22 (Sollentuna 12 augusti 2012) | Inomhus - 60 meter – 7,05 (Sätra 12 januari 2019) - 200 meter – 23,05 (Norrköping 24 januari 2015) - 1000 meter – 2:42,97 (Belgrad, Serbien 5 mars 2017) - 60 meter häck – 8,07 (Sätra 3 februari 2018) - Höjd – 2,08 (Norrköping 10 februari 2018) - Stav – 5,00 (Belgrad, Serbien 5 mars 2017) - Längd – 7,66 (Glasgow, Storbritannien 2 mars 2019) - Tresteg – 13,42 (Bollnäs 25 februari 2012) - Kula – 14,80 (Växjö 13 februari 2021) - Sjukamp – 6 125 (Glasgow, Storbritannien 3 mars 2019) - Sjukamp (U20) – 5 436 (Sätra 11 januari 2015) |